# Alfred Claeys-Bouüaert
Alfred Louis Ferdinand Ghislain Claeys Boùùaert (Gent, 16 mei 1844 - 3 maart 1936) was een Belgisch senator en rechtsgeleerde.

## Levensloop

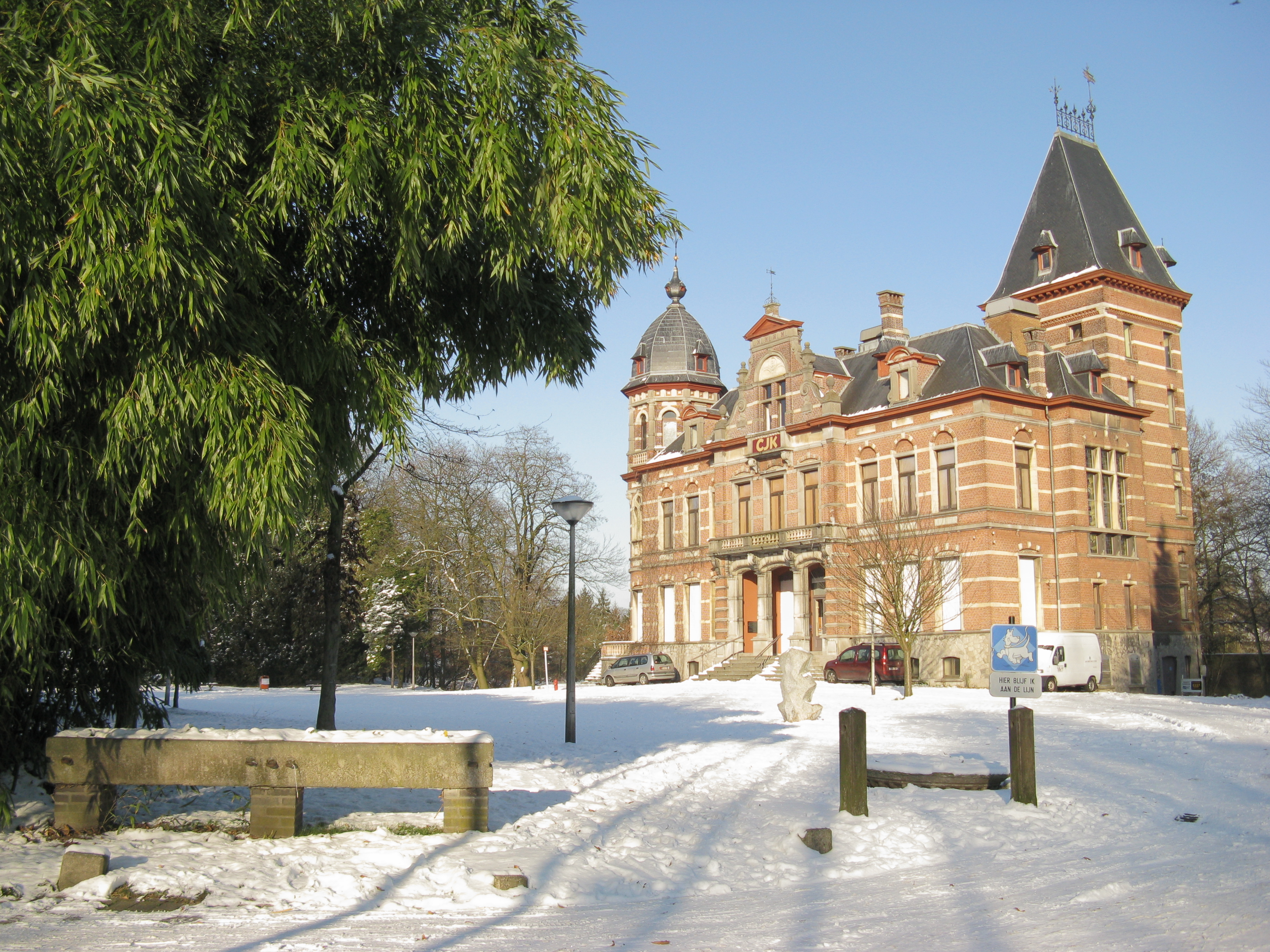
Kasteel Claeys-Bouüaert

Hij was een zoon van bankier Ferdinand Claeys (1801-1887) en van Mathilde Boùùaert (1808-1889). Gelet op het uitsterven van de familie Boùùaert (ook Boúúaert geschreven), verkregen hij en zijn broer Gustave (1842-1921) in 1888 de toevoeging te mogen doen van deze naam bij de hunne. Hij trouwde met Céline De Bruyn (1846-1928) en ze hadden vijf kinderen.
Na de humaniora aan het Sint-Barbaracollege in Gent en de Collège Notre-Dame-de-la-Paix in Namen, deed hij rechtenstudies aan de Rijksuniversiteit Gent en promoveerde tot doctor in de rechten in 1866.
Hij werd advocaat aan de Balie van Gent en werd er in 1892-1893 stafhouder van. Hij was ook ondervoorzitter van de Nationale Federatie van advocaten.
In Gent speelde hij een actieve rol binnen de katholieke partij. In 1894 werd hij verkozen tot katholiek provinciaal senator voor Oost-Vlaanderen, een mandaat dat hij uitoefende tot in 1921. Hij werd een actief lid van de Senaat en droeg aanzienlijk bij tot het tot stand komen van een aantal wetten. 
Hij interesseerde zich ook veel voor Kongo en speelde een rol bij de overdracht van Kongo-Vrijstaat aan België. Zijn kleinzoon Alfred-Marie Claeys-Boùùaert (1906-1993) werd later gouverneur van de mandaatgebieden Rwanda-Urundi.
In 1892 kocht hij in Mariakerke het kasteel dat Joseph Schadde voor Edmond Bracq-Huraux ontwierp en de omliggende gronden over, terwijl het kasteel nog in aanbouw was. Sindsdien draagt Kasteel Claeys-Bouüaert zijn naam.